# Округ Грејсон (Вирџинија)
Округ Грејсон (енгл. Grayson County) је округ у америчкој савезној држави Вирџинија.

## Демографија
По попису из 2010. године број становника је 15.533, што је 2.384 (-13,3%) становника мање него 2000. године.
| Група             | 2000.          | 2010.          |
| Белци             | 16.283 (90,9%) | 14.627 (94,2%) |
| Афроамериканци    | 1.217 (6,8%)   | 320 (2,1%)     |
| Азијати           | 12 (0,1%)      | 16 (0,1%)      |
| Хиспаноамериканци | 277 (1,5%)     | 416 (2,7%)     |
| Укупно            | 17.917         | 15.533         |